# Pohyblivý terč
Pohyblivý terč (v originále Silent Trigger) je americký akční thriller z roku 1996, který režíroval Russell Mulcahy. Ve filmu hrají Dolph Lundgren a Gina Bellman. Příběh vypráví o odstřelovači a jeho ženské pozorovatelce. Lundgren ztvárňuje Waxmana, bývalého vojáka speciálních sil, který nyní pracuje jako vrah vyslaný na misi tajemnou "Agenturou", aby zlikvidoval cíl z opuštěného mrakodrapu. Když se objeví jeho ženský parťák, bývalá pozorovatelka z neúspěšné mise, vyplouvají na povrch vzpomínky a morální dilemata.

## Obsazení
- Dolph Lundgren jako Waxman / "Střelec"
- Gina Bellman jako Clegg / "Pozorovatelka"
- Conrad Dunn jako Klein / "Dohled"
- Christopher Heyerdahl jako O'Hara